# Verein für Bewegungsspiele Stuttgart 1893 1968-1969
Questa voce raccoglie le informazioni riguardanti il Verein für Bewegungsspiele Stuttgart 1893 nelle competizioni ufficiali della stagione 1968-1969.

## Stagione
Nella stagione 1968-1969 lo Stoccarda, allenato da Gunther Baumann, concluse il campionato di Bundesliga al 5º posto. In Coppa di Germania lo Stoccarda fu eliminato agli ottavi di finale dall'Hannover 96.

## Rosa
| N. |                     | Ruolo | Calciatore       |
| -- | ------------------- | ----- | ---------------- |
|    | Germania (bandiera) | P     | Dieter Feller    |
|    | Germania (bandiera) | P     | Gerhard Heinze   |
|    | Germania (bandiera) | P     | Günter Sawitzki  |
|    | Germania (bandiera) | D     | Günther Eisele   |
|    | Germania (bandiera) | D     | Hans Eisele      |
|    | Germania (bandiera) | D     | Willi Entenmann  |
|    | Germania (bandiera) | D     | Theodor Hoffmann |
|    | Germania (bandiera) | D     | Hans-Dieter Koch |
|    | Germania (bandiera) | D     | Hans Mayer       |
|    | Germania (bandiera) | D     | Gerd Menne       |
|    | Germania (bandiera) | D     | Günter Seibold   |

| N. |                     | Ruolo | Calciatore           |
| -- | ------------------- | ----- | -------------------- |
|    | Germania (bandiera) | D     | Klaus-Dieter Sieloff |
|    | Germania (bandiera) | D     | Reinhold Zech        |
|    | Germania (bandiera) | C     | Hans Arnold          |
|    | Germania (bandiera) | C     | Rudi Entenmann       |
|    | Francia (bandiera)  | C     | Gilbert Gress        |
|    | Germania (bandiera) | A     | Werner Haaga         |
|    | Germania (bandiera) | A     | Karl-Heinz Handschuh |
|    | Germania (bandiera) | A     | Horst Haug           |
|    | Svezia (bandiera)   | A     | Bo Larsson           |
|    | Germania (bandiera) | A     | Roland Weidle        |
|    | Germania (bandiera) | A     | Manfred Weidmann     |

## Organigramma societario
Area tecnica
- Allenatore: Gunther Baumann
- Allenatore in seconda:
- Preparatore dei portieri:
- Preparatori atletici:

## Calciomercato

### Sessione estiva
| Acquisti | Acquisti | Acquisti | Acquisti |
| R.       | Nome     | da       | Modalità |
| -------- | -------- | -------- | -------- |

| Cessioni | Cessioni        | Cessioni               | Cessioni |
| R.       | Nome            | a                      | Modalità |
| -------- | --------------- | ---------------------- | -------- |
| C        | Manfred Gärtner | Röchling Völklingen    |          |
| A        | Helmut Huttary  | Duisburg               |          |
| A        | Horst Köppel    | Borussia M'gladbach    |          |
| A        | Hartmut Weiß    | Eintracht Braunschweig |          |

## Risultati

### Bundesliga

#### Girone di andata
| Arbitro: | Ohmsen |

|                   |           |            |
| Patzke 34’ (aut.) | Marcatori | 53’ Rebele |

| Arbitro: | Hillebrand |

|                      |           |           |
| Hönig 50’ Seeler 86’ | Marcatori | 58’ Haaga |

| Arbitro: | Schulenburg |

|             |           |            |
| Weidmann 4’ | Marcatori | 68’ Libuda |

| Arbitro: | Hilker |

|  |           |               |
|  | Marcatori | 80’ Handschuh |

| Arbitro: | Bonacker |

|                            |           |  |
| Handschuh 10’ Weidmann 30’ | Marcatori |  |

| Arbitro: | Schröck |

|                      |           |  |
| Pirsig 59’ Budde 87’ | Marcatori |  |

| Arbitro: | Hennig |

|                          |           |                     |
| Larsson 25’ Weidmann 64’ | Marcatori | 4’ Dörfel 33’ Ulsaß |

| Arbitro: | Biwersi |

|                      |           |                            |
| Entenmann 55’ (aut.) | Marcatori | 9’, 25’ Weidmann 15’ Mayer |

| Arbitro: | Schulenburg |

|                 |           |  |
| Müller 46’, 89’ | Marcatori |  |

| Arbitro: | Fritz |

|                             |           |                       |
| Lorenz 45’ (aut.) Gress 75’ | Marcatori | 47’ Görts 85’ Piontek |

| Arbitro: | Spinnler |

|              |           |  |
| Emmerich 72’ | Marcatori |  |

| Arbitro: | Horstmann |

|                                                                   |           |          |
| Larsson 14’ Menne 31’ Handschuh 41’ Haug 57’ Arnold 88’ Gress 89’ | Marcatori | 68’ Löhr |

| Arbitro: | Krumnack |

|            |           |          |
| Müller 29’ | Marcatori | 48’ Haug |

| Arbitro: | Schäfer |

|           |           |  |
| Gress 87’ | Marcatori |  |

| Arbitro: | Schulz |

|                                           |           |                                    |
| Laumen 3’ Köppel 41’ Netzer 78’ Vogts 80’ | Marcatori | 29’, 48’, 50’ Entenmann 76’ Arnold |

| Arbitro: | Eschweiler |

|              |           |  |
| Weidmann 69’ | Marcatori |  |

| Arbitro: | Niemeyer |

|                |           |                                        |
| Windhausen 31’ | Marcatori | 57’ Handschuh 65’ Weidmann 84’ Larsson |

#### Girone di ritorno
| Arbitro: | Fritz |

|                                |           |           |
| Fischer 63’ Reich 65’ Heiß 68’ | Marcatori | 80’ Menne |

| Arbitro: | Malka |

|                             |           |  |
| Weidmann 72’, 84’ Gress 90’ | Marcatori |  |

| Arbitro: | Basedow |

|            |           |             |
| Rausch 87’ | Marcatori | 76’ Larsson |

| Arbitro: | Köhler |

|                                          |           |                       |
| Weidmann 2’, 78’ Sieloff 47’ Larsson 88’ | Marcatori | 17’ Krafczyk 38’ Ipta |

| Arbitro: | Kindervater |

|                               |           |  |
| Nickel 27’ Grabowski 75’, 76’ | Marcatori |  |

| Arbitro: | Bien |

|                                        |           |                              |
| Sieloff 68’ (rig.) Menne 80’ Haaga 83’ | Marcatori | 54’ (rig.) Lehmann 90’ Budde |

| Arbitro: | Schulz |

|          |           |                             |
| Weiß 68’ | Marcatori | 31’ Haug 51’ (aut.) Polywka |

| Arbitro: | Linn |

|                         |           |                |
| Gress 72’ Haug 74’, 78’ | Marcatori | 70’ Kapellmann |

| Arbitro: | Fork |

|                               |           |  |
| Menne 8’ Larsson 43’ Haug 78’ | Marcatori |  |

| Arbitro: | Spinnler |

|               |           |  |
| Bjørnmose 43’ | Marcatori |  |

| Arbitro: | Rögner |

|                          |           |                                   |
| Arnold 17’ Entenmann 73’ | Marcatori | 51’ Emmerich 53’ (aut.) Entenmann |

| Arbitro: | Redelfs |

|                                                  |           |                         |
| Rühl 3’ Löhr 17’, 20’ Jendrossek 47’ Overath 75’ | Marcatori | 31’ Gress 48’ Handschuh |

| Arbitro: | Hillebrand |

|                    |           |                              |
| Handschuh 24’, 87’ | Marcatori | 25’ Nüssing 26’, 38’ Volkert |

| Arbitro: | Hennig |

|                     |           |             |
| Weilbächer 35’, 67’ | Marcatori | 17’ Larsson |

| Arbitro: | Rögner |

|  |           |                                   |
|  | Marcatori | 27’, 90’ Köppel 78’ (rig.) Milder |

| Arbitro: | Schulz |

|           |           |  |
| Brune 14’ | Marcatori |  |

| Arbitro: | Fork |

|                                     |           |                                   |
| Haug 1’ Larsson 34’, 74’ Eisele 70’ | Marcatori | 38’, 73’ Windhausen 59’ Hasebrink |

### Coppa di Germania
| Arbitro: | Spinnler |

|           |           |  |
| Gress 43’ | Marcatori |  |

| Arbitro: | Hillebrand |

|                                    |           |                |
| Hellingrath 48’ (rig.) Skoblar 56’ | Marcatori | 49’, 70’ Haaga |

| Arbitro: | Schröck |

|  |           |                 |
|  | Marcatori | 63’ Hellingrath |

## Statistiche

### Statistiche di squadra
| Competizione      | Punti | In casa | In casa | In casa | In casa | In casa | In casa | In trasferta | In trasferta | In trasferta | In trasferta | In trasferta | In trasferta | Totale | Totale | Totale | Totale | Totale | Totale | DR |
| Competizione      | Punti | G       | V       | N       | P       | Gf      | Gs      | G            | V            | N            | P            | Gf           | Gs           | G      | V      | N      | P      | Gf     | Gs     | DR |
| ----------------- | ----- | ------- | ------- | ------- | ------- | ------- | ------- | ------------ | ------------ | ------------ | ------------ | ------------ | ------------ | ------ | ------ | ------ | ------ | ------ | ------ | -- |
| Bundesliga        | 36    | 17      | 10      | 5       | 2       | 40      | 23      | 17           | 4            | 3            | 10           | 20           | 31           | 34     | 14     | 8      | 12     | 60     | 54     | +6 |
| Coppa di Germania | -     | 2       | 1       | 0       | 1       | 1       | 1       | 1            | 0            | 1            | 0            | 2            | 2            | 3      | 1      | 1      | 1      | 3      | 3      | 0  |
| Totale            | 36    | 19      | 11      | 5       | 3       | 41      | 24      | 18           | 4            | 4            | 10           | 22           | 33           | 37     | 15     | 9      | 13     | 63     | 57     | +6 |

### Andamento in campionato
| Giornata  | 1 | 2  | 3  | 4 | 5 | 6 | 7 | 8 | 9 | 10 | 11 | 12 | 13 | 14 | 15 | 16 | 17 | 18 | 19 | 20 | 21 | 22 | 23 | 24 | 25 | 26 | 27 | 28 | 29 | 30 | 31 | 32 | 33 | 34 |
| --------- | - | -- | -- | - | - | - | - | - | - | -- | -- | -- | -- | -- | -- | -- | -- | -- | -- | -- | -- | -- | -- | -- | -- | -- | -- | -- | -- | -- | -- | -- | -- | -- |
| Luogo     | C | T  | C  | T | C | T | C | T | T | C  | T  | C  | T  | C  | T  | C  | T  | T  | C  | T  | C  | T  | C  | T  | C  | C  | T  | C  | T  | C  | T  | C  | T  | C  |
| Risultato | N | P  | N  | V | V | P | N | V | P | N  | P  | V  | N  | V  | N  | V  | V  | P  | V  | N  | V  | P  | V  | V  | V  | V  | P  | N  | P  | P  | P  | P  | P  | V  |
| Posizione | 9 | 13 | 12 | 7 | 6 | 7 | 8 | 6 | 7 | 8  | 11 | 8  | 6  | 5  | 6  | 6  | 5  | 6  | 5  | 5  | 4  | 6  | 4  | 3  | 2  | 2  | 2  | 2  | 3  | 3  | 4  | 5  | 7  | 5  |

Legenda:

Luogo: C = Casa; T = Trasferta. Risultato: V = Vittoria; N = Pareggio; P = Sconfitta.

### Statistiche dei giocatori
| Giocatore    | Bundesliga | Bundesliga | Bundesliga  | Bundesliga | Coppa di Germania | Coppa di Germania | Coppa di Germania | Coppa di Germania | Totale   | Totale | Totale      | Totale     |
| Giocatore    | Presenze   | Reti       | Ammonizioni | Espulsioni | Presenze          | Reti              | Ammonizioni       | Espulsioni        | Presenze | Reti   | Ammonizioni | Espulsioni |
| ------------ | ---------- | ---------- | ----------- | ---------- | ----------------- | ----------------- | ----------------- | ----------------- | -------- | ------ | ----------- | ---------- |
| H. Arnold    | 34         | 3          | 0           | 0          | 3                 | 0                 | 0                 | 0                 | 37       | 3      | 0           | 0          |
| G. Eisele    | 2          | 0          | 0           | 0          | 0                 | 0                 | 0                 | 0                 | 2        | 0      | 0           | 0          |
| H. Eisele    | 19         | 1          | 0           | 0          | 2                 | 0                 | 0                 | 0                 | 21       | 1      | 0           | 0          |
| R. Entenmann | 1          | 0          | 0           | 0          | 0                 | 0                 | 0                 | 0                 | 1        | 0      | 0           | 0          |
| W. Entenmann | 27         | 4          | 0           | 0          | 3                 | 0                 | 0                 | 0                 | 30       | 4      | 0           | 0          |
| D. Feller    | 2          | 0          | 0           | 0          | 0                 | 0                 | 0                 | 0                 | 2        | 0      | 0           | 0          |
| G. Gress     | 31         | 6          | 0           | 0          | 3                 | 1                 | 0                 | 0                 | 34       | 7      | 0           | 0          |
| W. Haaga     | 21         | 2          | 0           | 0          | 2                 | 2                 | 0                 | 0                 | 23       | 4      | 0           | 0          |
| K. Handschuh | 22         | 7          | 0           | 0          | 1                 | 0                 | 0                 | 0                 | 23       | 7      | 0           | 0          |
| H. Haug      | 24         | 7          | 0           | 0          | 2                 | 0                 | 0                 | 0                 | 26       | 7      | 0           | 0          |
| G. Heinze    | 33         | 0          | 0           | 0          | 3                 | 0                 | 0                 | 0                 | 36       | 0      | 0           | 0          |
| T. Hoffmann  | 31         | 0          | 0           | 0          | 2                 | 0                 | 0                 | 0                 | 33       | 0      | 0           | 0          |
| H. Koch      | 4          | 0          | 0           | 0          | 0                 | 0                 | 0                 | 0                 | 4        | 0      | 0           | 0          |
| B. Larsson   | 33         | 9          | 0           | 0          | 2                 | 0                 | 0                 | 0                 | 35       | 9      | 0           | 0          |
| H. Mayer     | 27         | 1          | 0           | 0          | 2                 | 0                 | 0                 | 0                 | 29       | 1      | 0           | 0          |
| G. Menne     | 32         | 4          | 0           | 0          | 3                 | 0                 | 0                 | 0                 | 35       | 4      | 0           | 0          |
| G. Sawitzki  | 0          | 0          | 0           | 0          | 0                 | 0                 | 0                 | 0                 | 0        | 0      | 0           | 0          |
| G. Seibold   | 0          | 0          | 0           | 0          | 0                 | 0                 | 0                 | 0                 | 0        | 0      | 0           | 0          |
| K. Sieloff   | 18         | 2          | 0           | 0          | 3                 | 0                 | 0                 | 0                 | 21       | 2      | 0           | 0          |
| R. Weidle    | 3          | 0          | 0           | 0          | 1                 | 0                 | 0                 | 0                 | 4        | 0      | 0           | 0          |
| M. Weidmann  | 27         | 11         | 0           | 0          | 3                 | 0                 | 0                 | 0                 | 30       | 11     | 0           | 0          |
| R. Zech      | 4          | 0          | 0           | 0          | 0                 | 0                 | 0                 | 0                 | 4        | 0      | 0           | 0          |